# Hybodontiformes
Hybodontiformes са изчезнала група акули и сестрин таксон на Neoselachii (всички съвременни акули, морски лисици и скатове). Те са много успешни и съществуват като група в продължение на повече от 200 милиона години. Обхвата на вкаменелостите се простира от карбон до късна креда. Hybodontiformes доминират акуловата фауна на ранния мезозой и за разлика от съвременните акули са в изобилие в двете местообитания сладководни и морски. Групата навлиза в упадък през втората половина на ерата и най-накрая изчезва в края на креда, в близост до, или като част от едно и също изчезване, че унищожило нептичите динозаври.

## Класификация
Класификация по семейства и род:
Разред Hybodontiformes
- Род †Arauzia
- Род †Bathydrepanus
- Семейство †Hybodontidae Owen, 1846
  - Род †Hybodus
  - Род †Arctacanthus
  - Род †Hamatus
  - Род †Carcharopsis
  - Род †Dabasacanthus
  - Род †Doratodus
  - Род †Echinodus
  - Род †Egertonodus
  - Род †Polyacrodus
  - Род †Hamiltonichthyes
  - Род †Heteroptychodus
  - Род †Holmacanthus
  - Род †Hybocladodus
  - Род †Khoratodus
  - Род †Polyacrodus
  - Род †Meristodon
  - Род †Lambdodus
  - Род †Moyacanthus
  - Род †Nemacanthus
  - Род †Onychoselache
  - Род †Petrodus
  - Род †Thaiodus
  - Род †Mukdahanodus
  - Род †Pororhiza
  - Род †Sphenacanthus
  - Род †Styracodus
  - Род †Priohybodus
  - Род †Tribodus
  - Род †Trichorhipis
  - Род †Wodnika
- Семейство †Acrodontidae Casier, 1959
  - Род †Acrodus
  - Род †Asteracanthus
  - Род †Bdellodus
- Семейство †Lonchidiidae Herman, 1977
  - Род †Lonchidion
  - Род †Lonchiodon
  - Род †Diplolissodus
  - Род †Lissodus
  - Род †Polyacrodus
  - Род †Parvodus
  - Род †Vectiselachos
- Семейство †Polyacrodontidae Glickman, 1964
  - Род †Polyacrodus
  - Род †Palaeobates
  - Род †Roongodus
- Семейство †Protacrodontoidae Zangerl, 1981
  - Род †Protacrodus
  - Род †Deihim
  - Род †Holmesella
  - Род †Tamiobatis
- Семейство †Pseudodalatiidae Reif, 1978
  - Род †Pseudodalatias
- Семейство †Ptychodontidae Jaekel, 1898
  - Род †Ptychodus
- Семейство †Steinbachodontidae Reif, 1980
  - Род †Steinbachodus